# 約姆拉
約姆拉是土耳其的城鎮，位於該國東北部黑海沿岸，由特拉布宗省負責管轄，面積207平方公里，海拔高度327米，鎮上的交通問題得到紓緩，2011年人口12,079。

## 外部連結
- District governor's official website （页面存档备份，存于） （土耳其文）
- District municipality's official website （页面存档备份，存于） （土耳其文）

40°58′N 39°54′E / 40.967°N 39.900°E